# بيلي ماتايتاي
بيلي ماتايتاي (بالفرنسية: Billy Mataitai)‏ (20 يوليو 1983 بتاهيتي في فرنسا - ) هو لاعب كرة قدم فرنسي في مركز الوسط. شارك مع منتخب تاهيتي لكرة القدم. أما مع النوادي، فقد لعب مع A.S. Manu-Ura ‏.

## روابط خارجية
- بيلي ماتايتاي على موقع قاعدة بيانات كرة القدم.إي يو (الإنجليزية)
- بيلي ماتايتاي على موقع ناشيونال فوتبول تيمز (الإنجليزية)